# 陈鸿佑
陈鸿佑（1911年—？），男，江苏江阴人，中国农学家，曾任安徽省农业委员会总农技师，第三届全国人大代表，第五、六、七届全国政协委员。